# 서반구

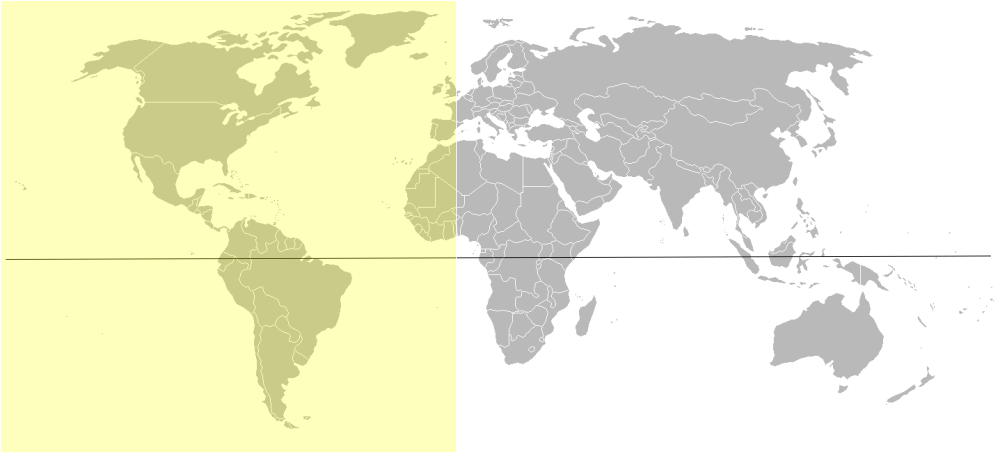
노란색 부분이 서반구이다

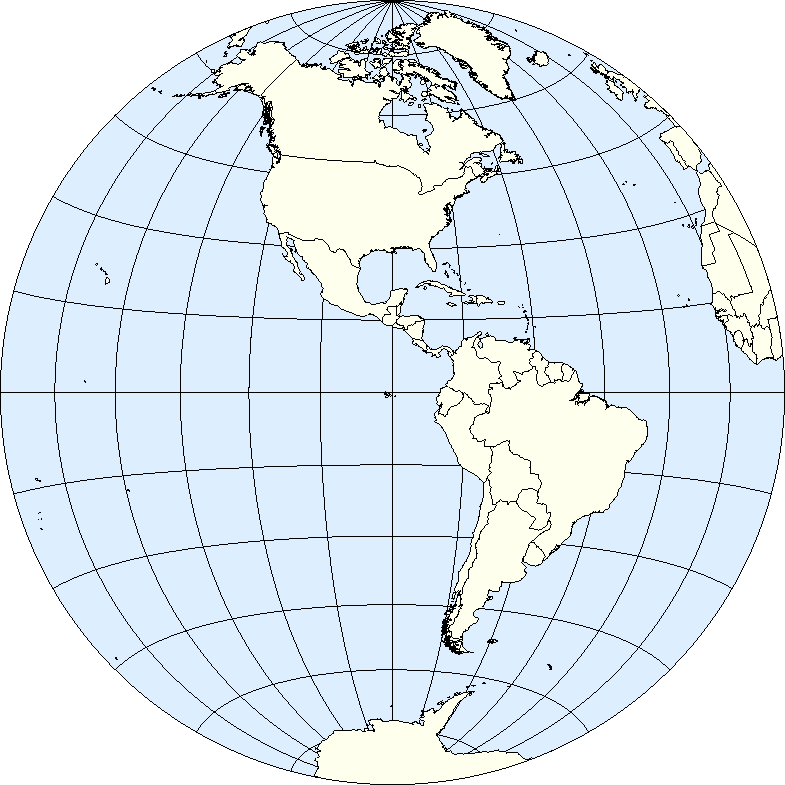
서반구

서반구(西半球)는 그리니치 천문대를 지나는 본초 자오선을 기준으로 서쪽의 반구를 말한다. 아메리카 대륙을 포함하며, 유럽과 아프리카의 서쪽 일부, 러시아의 동쪽 끝, 오세아니아의 일부 섬나라를 포함한다.
전 세계 인구의 거의 15%가 서반구에 산다.

## 같이 보기
- 동반구